# Орден За заслуги Санчеса, Дуарте і Мелли
Орден За заслуги Санчеса, Дуарте і Мелли (ісп. Orden al Mérito de Duarte, Sánchez y Mella) - вища державна нагорода Домініканської Республіки.

## Історія
За батьків-засновників Домініканської Республіки вважаються три людини: Дуарте Хуан Пабло Дуарте, Санчес Франсіско дель Розаріо і Мелла Матіас Рамон, які створили таємне патріотичне товариство «Тринітарія» (ісп. La Trinitaria),  яке ставило собі за мету звільнення Домінікани від гаїтянського панування.
В 1931 році був заснований орден Заслуг Хуана Пабло Дуарте, як вища державна нагорода, присвячена першому президентові країни, проте досягнення його назва не відображала заслуги інших батьків-засновників. 9 вересня 1954 року було засновано орден За заслуги Санчеса, Дуарте і Мелли.

## Ступені

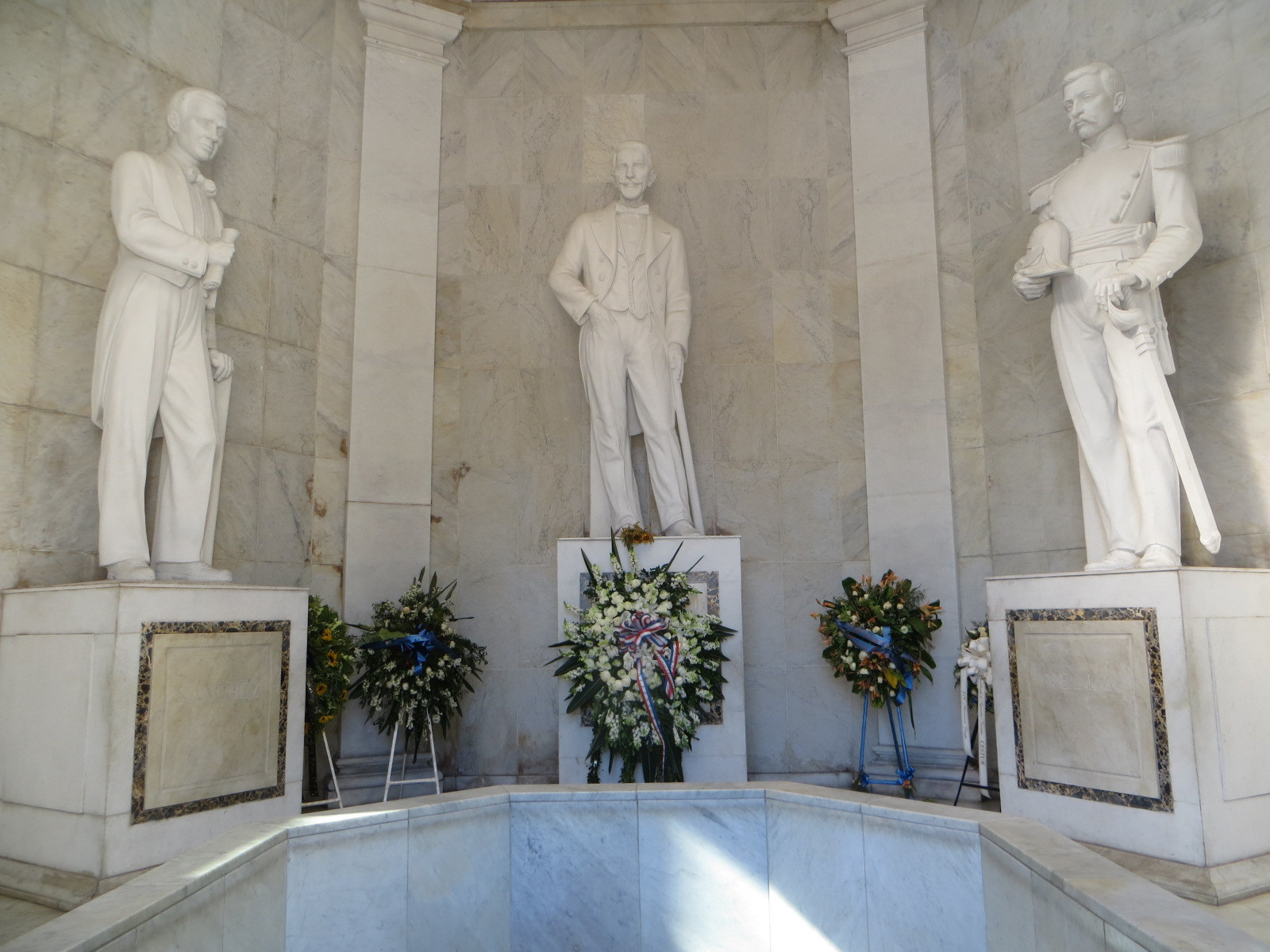
Гробниці батьків-засновників: Санчеса. Дуарте, Мелли. Алтар-де-ла-Патрія, Санто-Домінго

- Орденський ланцюг – знак відмінності Президента Домініканської Республіки.

Орден має шість класів в цивільному і військовому дивізіонах:
- Кавалер Великого хреста із золотою зіркою - надається головам іноземних держав, колишнім президентам і віце-президентам.
- Кавалер Великого хреста зі срібною зіркою - надається депутатам Парламенту, суддям Верховного суду, державним міністрам, послам, архієреям церкви.
- Великий офіцер (Гранд-офіцер) - надається урядовцям.
- Командор - надається губернаторам провінцій, ректорам вищих навчальних закладів та академій, і іншим громадянам, прирівняним до даної номенклатурі.
- Офіцер - надається професорам університетів і академій, директорам шкіл, офіцерам в званні не нижче полковника, і іншим громадянам, прирівняним до даної номенклатурі.
- Кавалер - надається іншим категоріям громадян.

## Опис
Знак ордена виглядає як хрест пате білої емалі з кульками на кінцях і з вписаним в нього прямим хрестом синьої емалі. Між плечами хреста проміні, що складаються з п'яти різновеликих двогранних промінчиків. У центрі круглий медальйон білої емалі з широкою облямівкою синьої емалі.
У центральному медальйоні аверсу три малих золотих медальйона з погруддями Дуарте, Санчеса і Мелли, розділені невеликими золотими лавровими гілочками. На каймі напис: вгорі «DUARTE • SANCHEZ Y MELLA», знизу «••• HONOR Y MERITO •••».
У центральному медальйоні реверсу рельєфне зображення державного герба Домініканської Республіки.
Знак ордена за допомогою перехідної ланки у вигляді оливкового вінку кріпиться до орденської стрічки. В тому разі якщо нагороджуються військовик на вінок накладаються два схрещені мечі.
Зірка ордена аналогічна знаку, але більшого розміру.
Стрічка ордена білого кольору з широкою синьою смугою по центру і невеликими синіми смужками, які відстають від краю стрічки.

## Нагороджені
- Антоніо Імберт Баррера (1920-2016) -  домініканський військовий і політичний діяч, був формальним президентом країни з 7 травня до 30 серпня 1965 року
- Хуан Бош (1909-2001) - домініканський політик, історик і письменник, президент країни 1963 року.
- Рафаель Кальдера (1916-2009) - президент Венесуели з 1969 до 1974 та з 1994 до 1999 року.
- Франсішку Кравейру Лопеш (1894-1964) - португальський військовий та політичний діяч, маршал Португалії, 12-й президент Португалії з 21 липня 1951 по 9 серпня 1958 року.
- Глорія Макапагал-Арройо (1947 р.н.) - президент Філіппін з 2001 по 2010 рік.
- Софія Грецька та Ганноверська (1938 р.н.) - іспанська королева (1975—2014), дружина короля Іспанії Хуана Карлоса I.
- Алісія Алонсо (1920 р.н.) - кубинська балерина, хореограф і педагог, авторка Національного балету Куби